# Ktayef
La ktayef,,,, aussi dit Qtayef, (en arabe : قطايف) est une pâtisserie algérienne généralement préparée pendant le mois de ramadan. Il existe aussi une autre appellation la kounafa.

## Description
C'est un gâteau à base de ktayef une sorte de pâte a filaments très fine et très souple, sont cuits à l'envers d'un plateau en cuivre rouge sur un feu très doux[Quoi ?]. La pâte est disposée dans un entonnoir spécial pour ktayef puis on fait des filaments en forme de cercle sur le plateau en partant de la partie externe vers le centre, quand la pâte commence à se détacher on la décolle.
La farce se fait traditionnellement d’amande et de noix moulue qu'on mélange avec du sucre, aromatiser d'eau de fleur d'oranger et de cannelle, on peut aussi faire la farce avec un mélange d'autres fruits secs.
Traditionnellement, avant le four, les filaments de ktayef farcis d'amandes ou de noix était cuit dans une poêle en cuivre rouge avec du smen (beurre clarifié) à feu doux, comme il peut être aujourd'hui cuit dans un four dans son moule en cuivre rouge avec son couvercle spécial ktayef, ou simplement dans un autre moule, après la cuisson, on l'arrose d’un sirop de miel parfumé à l'eau de fleur d'oranger et garni selon l'envie.

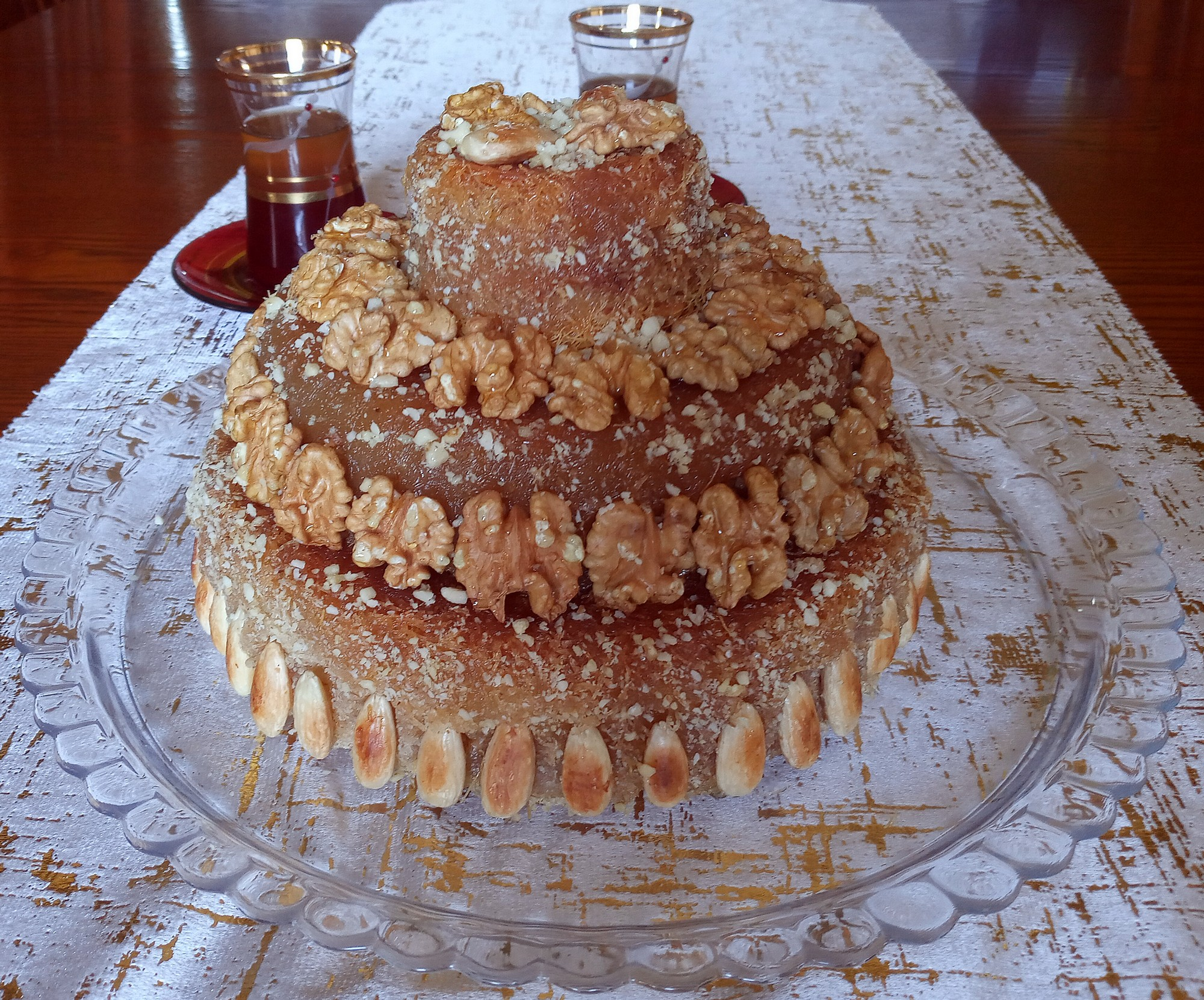
Ktayef algérienne en pièce montée

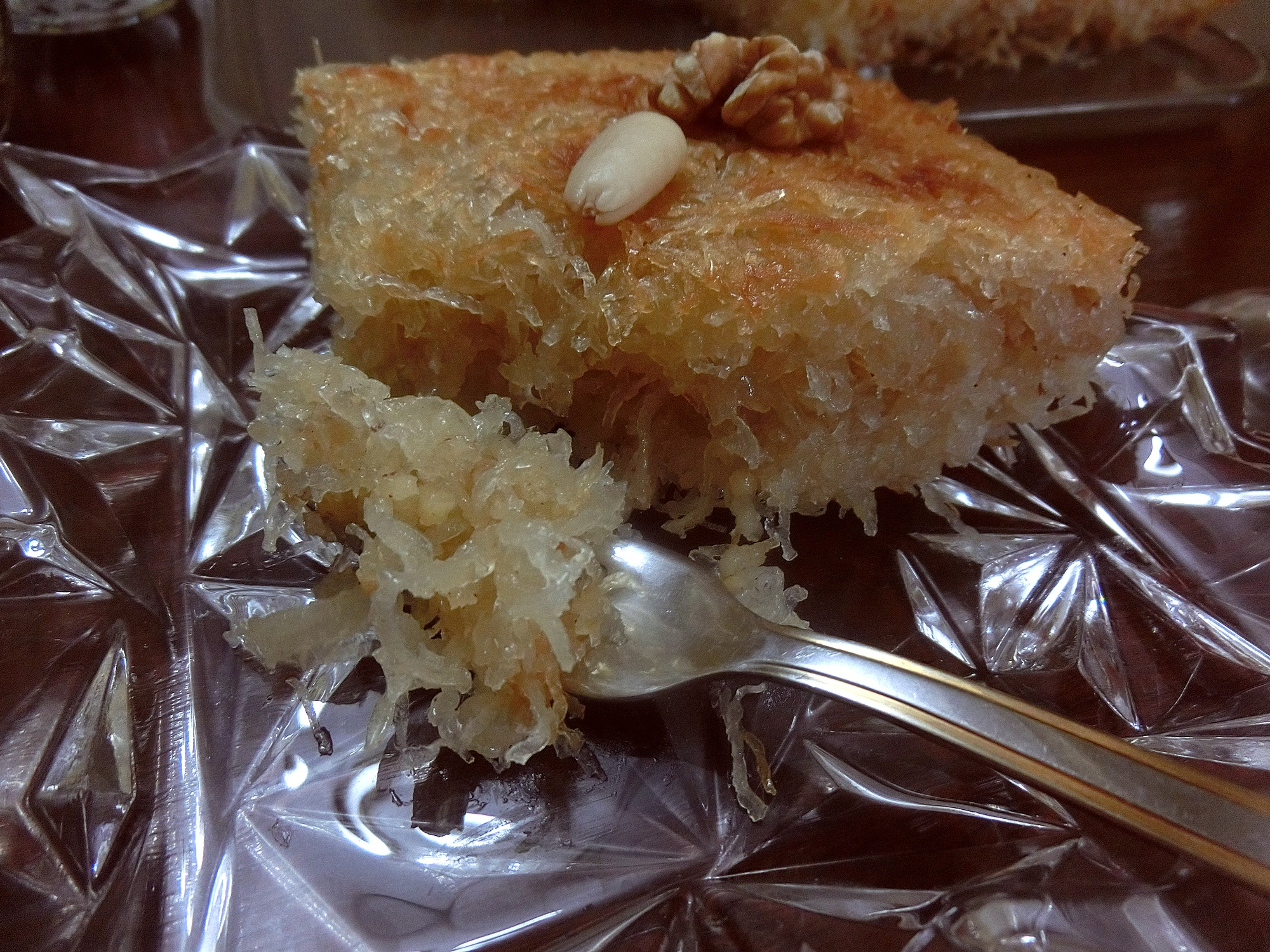
Ktayef algérienne

Au Maghreb les filaments de ktayef ou cheveux d'ange sont traditionnellement fabriquées à la maison ou acheté dans des épiceries, bien que, la fabrication industrielle soit très développée, surtout au Moyen-Orient.
La taille ou la forme des khbizetes ktayefs peut varier selon l'envie ou les moules.
Les ustensiles indispensables a la fabrication manuelle des filaments de ktayef.

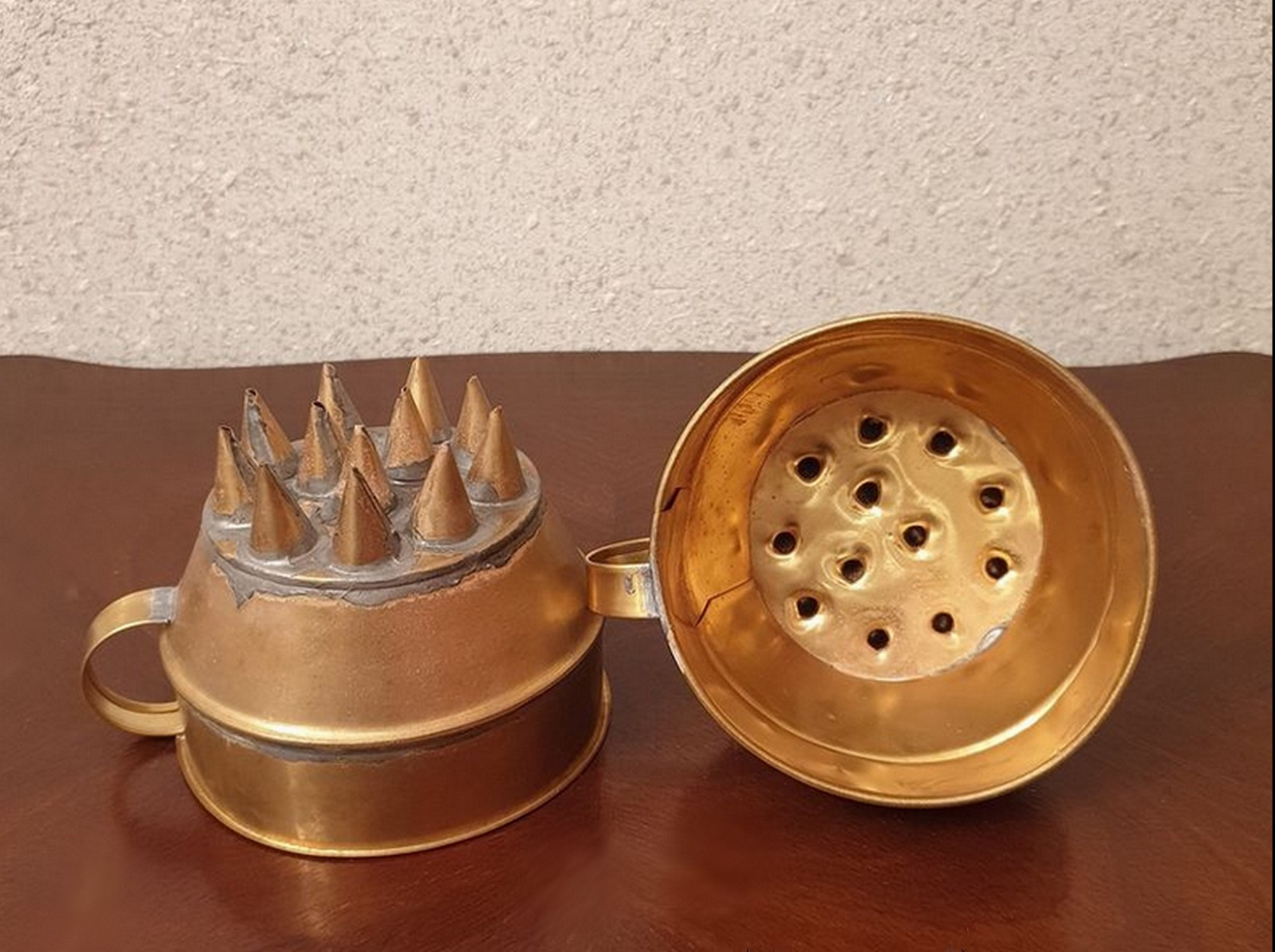
Entonnoir pour pate
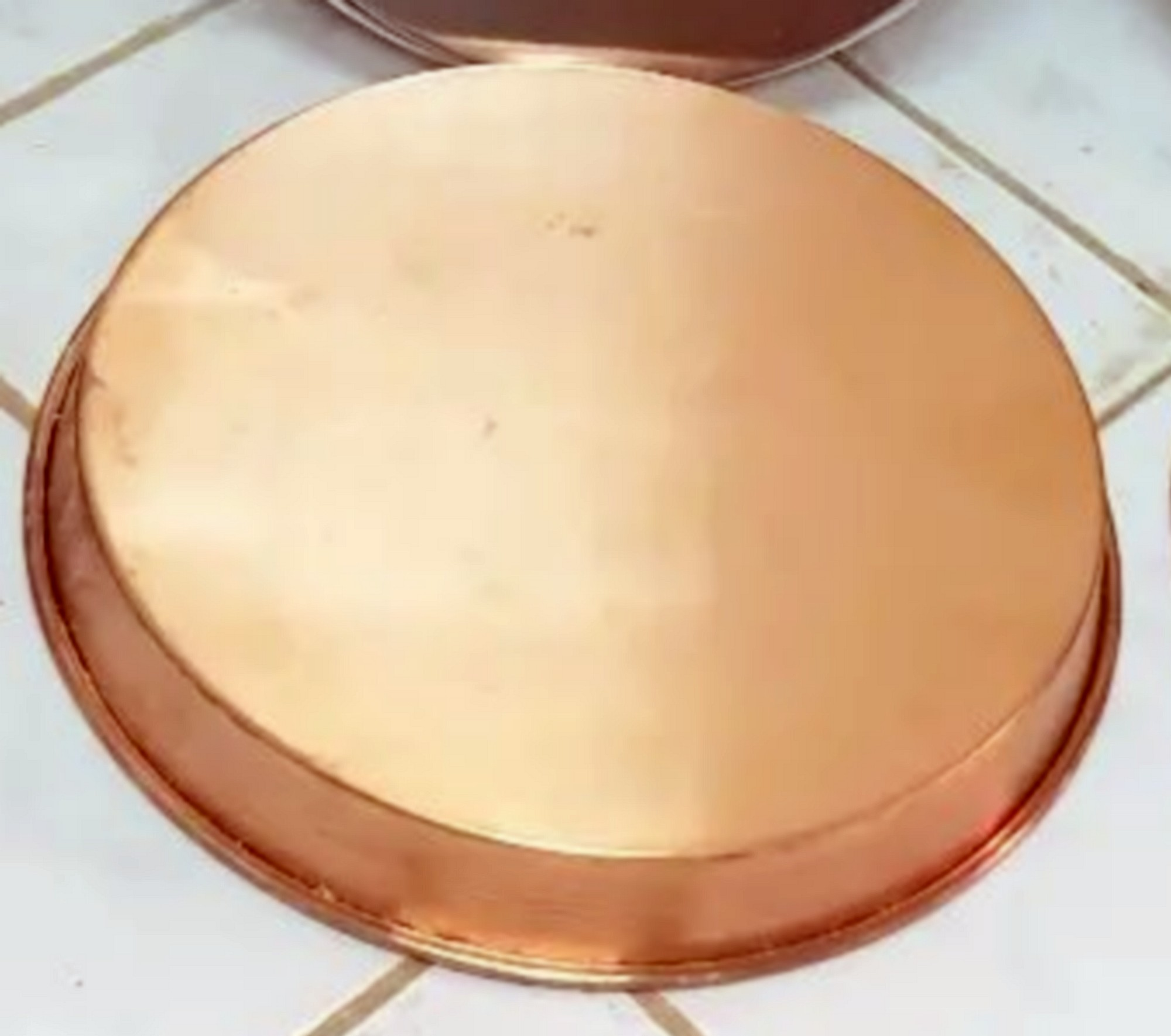
Plateau en cuivre pour cuisson de filaments de ktayef
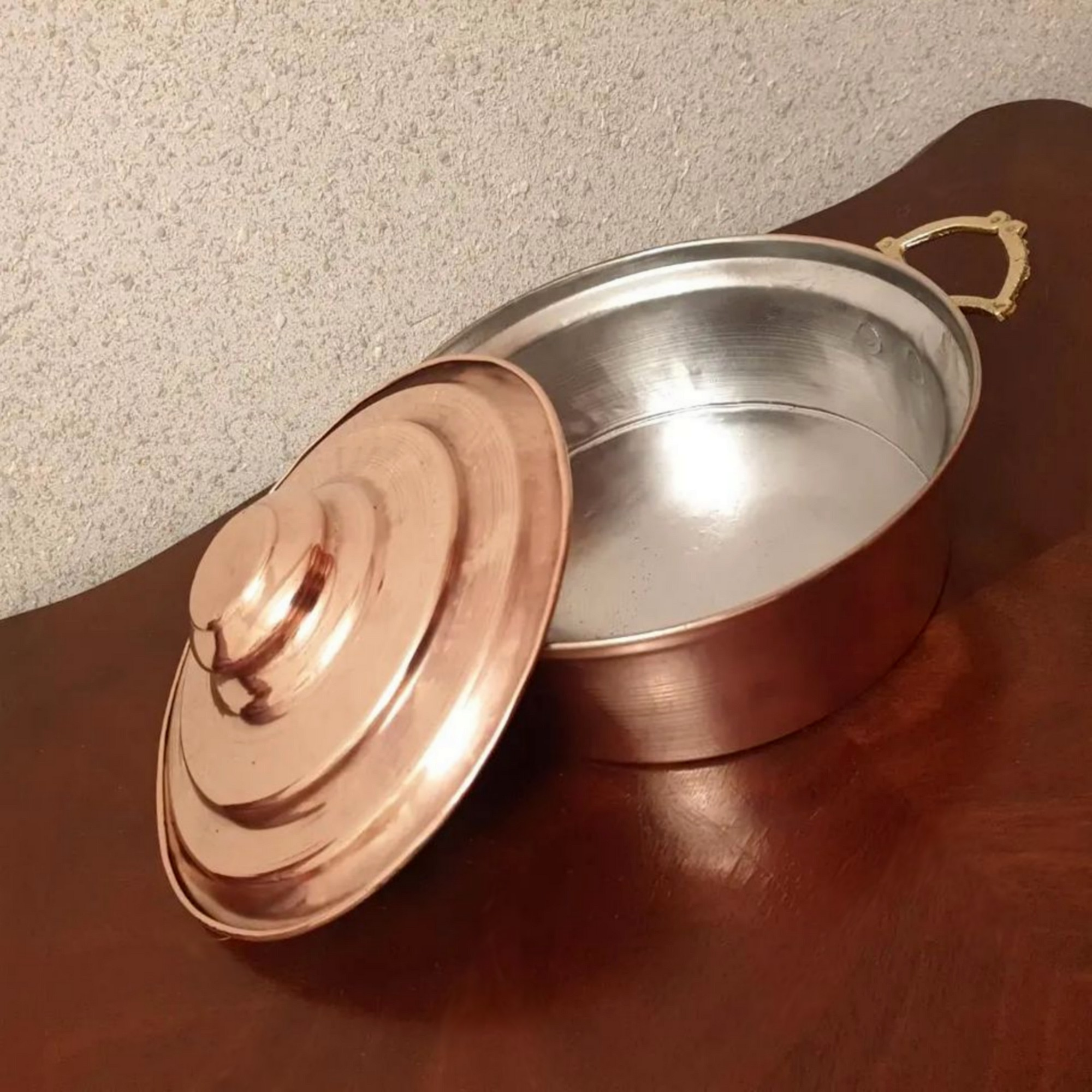
Marmite en cuivre pour cuisson de ktayef
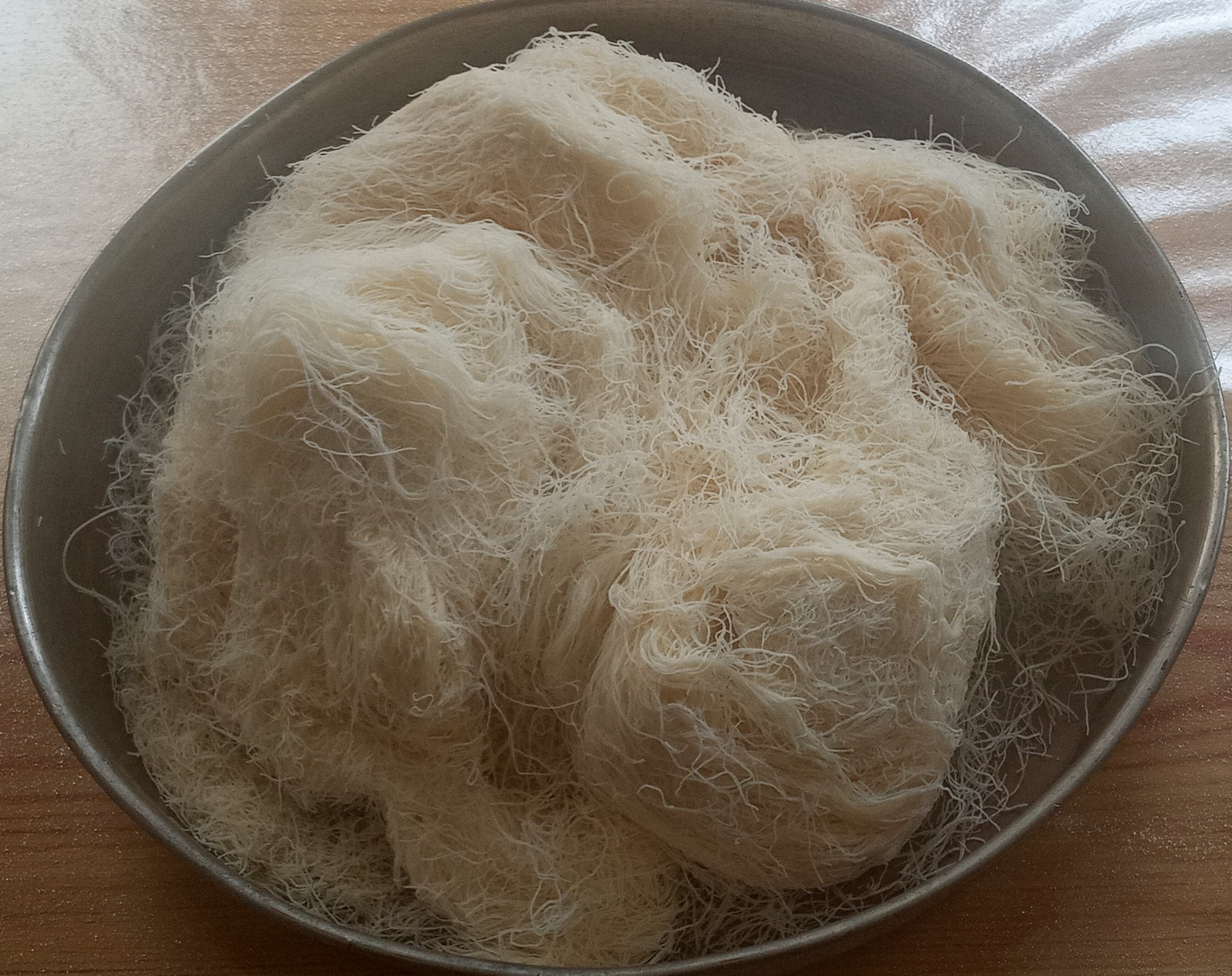
Filaments de ktayef ou cheveux d'anges

## Origine et étymologie
La ktayef est une pâtisserie algérienne par excellence et aussi une spécialité très répandue au Moyen-Orient.
ktayef est une spécialité attestée dans les livres de recettes sur la cuisine algérienne dans le livre de recette de cuisine de Youcef Ferhi ou dans le livre de recettes algérienne de Zineb Sekelli L'Art culinaire à travers l'Algérie : Sekelli, Zineb.